# Ion Constantin Brătianu
Ion Constantin Brătianu (Pitești, 1821. június 2. – 1891. május 16.) román politikus.

## Élete
Tanulmányait Párizsban fejezte be. Visszatérve hazájába Romániába, a francia forradalom eszméit hirdette, de a fölkelés, mely az ország szabadsága érdekében 1848-ban kitört, a bevonult orosz és török csapatok által leveretvén, Brătianu kénytelen volt menekülni. Leginkább Párizsban tartózkodott, ahol az akkori emigránsokkal élénk összeköttetésben állt. Az 1856-os párizsi békekötés után, mely Románia viszonyait is szabályozta, hazakerült és minden törekvésével azon volt, hogy Havasalföld és Moldva egyesüljenek. A románságnak a vezető elemei politikusok írók, költők támogatták céljában.
Vasile Alecsandri akkor írta a Romániában később is széles körben énekelt «Hora Unirii»-t (Az egyesülés dalát). Cuza fejedelem uralkodása alatt azonban nem tudott jelentékenyebb szerephez jutni. Ennek detronizálása után Brătianu egyike volt azoknak, akik buzgólkodtak Hohenzollern Károly jelölése mellett. Az új fejedelem a bizalom minden jelével kitüntette és már 1867-ben mint a liberális párt vezérét miniszterelnökké nevezte ki, de 1868-ban megbukott. 1870-ben tört ki Ploieștiben a forradalom, mely köztársaságot akart Romániából alakítani élén Ion Ghicával és Golescuval, azonban a fölkelést még csírájában elfojtották.
Brătianu a román nemzet legnagyobb politikusa volt, akiről nem éppen alaptalanul írták sokan, hogy dáko-román tendenciákat táplált magában és hogy Erdélynek Magyarországtól való elszakítása volt lelke titkos vágya, noha midőn a kormány élén állott, meghajolva a külpolitikai viszonyok előtt, elég józan és tapintatos volt az ilyes törekvéseknek látszatát is kerülni, sőt ő volt az, aki száműzte Romániából azon oda kivándorolt irredentistákat, akik az erdélyi románságot fölkelésre szólították föl.
Brătianu a közép-európai nagyhatalmak külpolitikájához való csatlakozásának volt híve és volt elég politikai belátása, hogy a magyarországi románság sorsa iránt csak érdeklődjék, de politikai dolgokba soha ne avatkozzék. Miniszterelnöksége alatt, 1877. május 22-én proklamálta magát Románia függetlennek a török uralom alól. Ugyancsak az ő kormánya alatt vívta ki a román hadsereg Plevnánál a fényes győzelmeket, melyek az orosz csapatokat kimentették a bajból. Ő volt a kormány élén akkor is, amikor Románia 1881. május 10-én királysággá és egy kis török vazallus államból kibontakozva helyet foglalt a független államok sorában. Oroszország azonban a neki nyújtott segítséget úgy hálálta meg, hogy a San Stefanó-i békében Besszarábiát követelte Romániától és cserébe felajánlotta a terméketlen és lakatlan Dobrudzsát. Brătianu tiltakozott ezen erőszakosság ellen; elment támogatásért Bécsbe és a berlini kongresszushoz, de sikertelenül, mert az 1878. július 13-án kötött berlini szerződés értelmében az orosz cselszövény fölülkerekedett. Brătianu 1888-ban kénytelen volt otthagyni miniszteri székét, mert az orosz fondorkodásnak Hitrovo bujtogatására sikerült a bojár pártot, bátyjának Brătianu Demeternek vezetése alatt föllázítani; március 26-án rátörtek a királyi palotára, és március 27-én a kamarában óriási botrányt idéztek elő.